# Tim Storm
Timothy „Tim“ Storm (* 19. Juli 1956 in Rotterdam, Niederlande) ist ein ehemaliger kanadischer Ruderer, der 1979 bei den Panamerikanischen Spielen gewann.

## Sportliche Karriere
Der 1,90 m große Tim Storm belegte bei den Weltmeisterschaften 1977 den neunten Platz mit dem kanadischen Achter. Im Jahr darauf ruderte er bei den Weltmeisterschaften 1978 auf den zwölften Platz im Zweier ohne Steuermann. In dieser Bootsklasse gewann er 1979 zusammen mit Brian Dick bei den Panamerikanischen Spielen in San Juan.
Nac einer Pause kehrte 1982 Storm im Doppelzweier zurück. Zusammen mit Peter MacGowan erreichte er bei den Weltmeisterschaften in Luzern den vierten Platz mit 1,39 Sekunden Rückstand auf die drittplatzierten Tschechoslowaken. 1983 in Duisburg hatten die beiden Kanadier als Fünfte fast sieben Sekunden Rückstand auf die Bronzemedaille. Bei den Olympischen Spielen 1984 in Los Angeles erreichten die beiden Kanadier zwar das A-Finale, belegten aber nur den sechsten Platz.